# Орчард Сити
Орчард Сити (на английски: Orchard City) е град в окръг Делта, щата Колорадо, САЩ. Орчард Сити е с население от 2880 жители (2000) и обща площ от 29,5 km². Намира се на 1660 m надморска височина. ЗИП кодът му е 81410, а телефонният му код е 970.